# Sikvik
Sikvik är en småort i Gävle kommun i Gävleborgs län. Sikvik, som är ett gammalt fiskeläge, ligger vid en vik av Bottenhavet i Gävlestadsdelen Bomhus.